# Federico De Franchi Toso (1560-1630)
Il Serenissimo Federico De Franchi Toso (Genova, 1560 – Genova, 23 gennaio 1630) fu il 96º doge della Repubblica di Genova.

## Biografia

### Primi anni

Stemma nobiliare dei Toso

Figlio terzogenito di Gerolamo De Franchi Toso (doge di Genova nel biennio 1581-1583) e Isabella Sauli, nacque a Genova intorno al 1560. Per famiglia appartenente a quella nobiltà cosiddetta "nuova", contrapposta alla fazione "vecchia" e che sfociò nella guerra civile genovese del 1575, il giovane Federico De Franchi (il cognome Toso fu ascritto ai De Franchi nell'albergo della nobiltà dopo la riforma del 1528) assistette alle riunioni politiche del padre che fu uno dei principali rappresentanti e protagonisti di quella fazione politica e che lo porteranno nel 1581 alla carica dogale.
La sua educazione scolastica ed adolescenza fu seguita nei primi anni dalla figura di sua madre - quest'ultima figlia del celebre letterato Ottaviano Sauli - cui seguì l'affidamento a vari precettori e gli studi conseguiti nei campi giuridici ed economici. Grazie al dogato del padre Gerolamo, che contribuì all'accrescimento della carriera politica del figlio, nel 1583 fu nominato all'Ufficio dei Cambi, la prima carica pubblica.
Tre anni dopo, anche grazie alle competenze personali dimostrate, venne eletto all'età di 26 anni (circostanza quasi eccezionale per l'età anagrafica) tra i sindacatori supremi, l'organo di Stato incaricato di valutare l'operato dei dogi, dei suoi collaboratori e dell'osservazione delle leggi della Repubblica; nel futuro sarà ancora eletto con tale carica nel 1597, 1614 e 1622. Nel 1593 fece parte dell'Ufficio dei Poveri, nel 1597 ancora in quello dei Cambi e nel 1600 tra i conservatori della Pace (in un clima ostile e difficile per Genova dopo la morte di Filippo II di Spagna e quindi della revisione delle collaborazioni tra i due stati) e dell'Ufficio dei Caratati.
Senatore della Repubblica di Genova nel 1602 e componente del magistrato di Corsica, il nome di Federico De Franchi Toso compare tra i responsabili e alla direzioni dei lavori, tra il 1603 e il 1606, per la costruzione di due imbarcazioni per la flotta genovese. Pure questa nomina fu alquanto straordinaria per un esponente della nobiltà "nuova" che, dopo un "potere" quasi esclusivo dei nobili "vecchi", più legati agli scambi con la Spagna, entrava ora nella gestione dell'attività marinara e commerciale con una diversa filosofia di pensiero: una maggiore e concreta "indipendenza dei commerci" di Genova rispetto alla corona spagnola.
Eletto tra i provvisori del Vino nel 1607, fu nello stesso anno nominato sindacatore della Riviera di Levante che lo portarono per tutto il 1608 nelle varie podesterie e capitaneati del Levante ligure.
Rifiutata la nomina a commissario della fortezza del Priamar di Savona nel 1610, quello che apparve come un probabile tentativo di "allontanamento per ragioni di Stato" da Genova, vista la sua politica di gestione contro il potere della nobiltà vecchia, ricoprì invece le cariche di protettore di San Giorgio, ancora quella di dirigente dei lavori navali e nel magistrato di Corsica. Scelto nel giugno 1610 quale rappresentante diplomatico della Repubblica di Genova presso la corte di Spagna, carica che rifiutò per restare nel capoluogo genovese (e quindi nell'attività politica), non poté però opporsi Federico De Franchi Toso ad una nuova promozione a commissario della fortezza di Savona dove "obbligatoriamente" si trasferì fino al 1613. Ritornato a Genova, nel decennio tra il 1614 e il 1623 fece parte di numerose magistrature e uffici statali.

### Il dogato e gli ultimi anni
Nel 1619, il Gran Consiglio elesse a doge suo cognato Pietro Durazzo, preferendolo a lui, favorito dai "nobili vecchi", e a Paolo Sauli, favorito invece dei "nuovi"; il 25 giugno 1623, tuttavia, il De Franchi ascese alla massima carica dello stato genovese, la cinquantunesima in successione biennale e la novantaseiesima nella storia repubblicana, con 254 voti favorevoli su 400.
Dopo un primo anno di mandato dogale relativamente tranquillo e nella norma, dove si provvide a diverse opere pubbliche (un collegio affidato all'ordine dei Gesuiti e due cisterne in piazza Sarzano), il restante fine periodo del biennio fu caratterizzato dai rapporti sempre più tesi tra la Repubblica di Genova e il Ducato di Savoia di Carlo Emanuele I, quest'ultimo alleato del re Luigi XIII di Francia. Le prime mosse del doge Federico De Franchi Toso furono quelle di istituire un magistrato di Guerra, un organo straordinario composto da cinque membri fidati sotto la direzione del doge in persona.
Oramai in prossimità dello scoppio del conflitto, inserito tra le fasi belliche della Guerra dei trent'anni, si optò per una concordata anticipazione delle elezioni dogali. Genova e il governo repubblicano non avrebbe potuto correre il rischio di una sede vacante in un tale e delicato periodo bellico. Volontariamente il doge si dimise dalla carica la mattina del 16 giugno 1625 e già in serata il Gran Consiglio scelse Giacomo Lomellini quale suo successore.
Con il sopraggiungere dell'età avanzata e di salute l'ex doge De Franchi frequentò poco la vita di stato e di palazzo. Presente in una consulta del 1628 convocata dal doge Giovanni Luca Chiavari, morì il 23 gennaio del 1630 a Genova. Il suo corpo trovò spazio in un mausoleo voluto dallo stesso all'interno della chiesa di San Francesco di Castelletto, già luogo di sepoltura del padre ed ex doge Gerolamo.

## Vita privata
Dal matrimonio con Maddalena Durazzo ebbe dieci figli: sei maschi e quattro femmine. Tra questi Gerolamo che fu doge nel biennio 1652-1654; Giacomo, doge nel 1648-1650; Domenico che fu due volte senatore.